# ニッケイ属
ニッケイ属（ニッケイぞく、学名: Cinnamomum）は、クスノキ科に分類される常緑木本の属の1つである。和名としてクスノキ属が充てられることもあるが、2022年以降、クスノキなど一部の種はセイロンニッケイなどとは系統的にやや異なることが示され、別属 Camphora に分類することが一般的となっている。葉はふつう対生状、革質で3本の葉脈が目立つ（三行脈）（図1上）。花は6枚の花被片、9個の雄しべ、3個の仮雄しべ、1個の雌しべをもち（図1下）、果実は液果で黒紫色に熟する。南アジアから東アジア、東南アジア、オーストラリアの熱帯から温帯域に分布し、230種ほどが知られる。日本にはニッケイ、ヤブニッケイ、マルバニッケイなどが自生する。芳香性の精油を多く含み、セイロンニッケイ（狭義のシナモン）、シナニッケイ（肉桂、カシア）などは香料や香辛料、生薬として広く利用されている。学名の Cinnamomum はシナモンを意味し、ギリシア語の kinnamōmon（cinein = 巻く、amomos = 申し分ない）に由来する。

## 特徴
常緑性の高木から低木（図2a）。精油を含み、樹皮や枝、葉にはしばしば強い芳香がある。葉は対生またはややずれている（図2b）。葉身は革質、ふつう三行脈をもち、ドマティア（ダニ室）を欠く。葉の表側（向軸側）表皮細胞は不定形で細胞壁が波状、表面が網目状。
集散花序を形成し、腋生または頂生する（図2b）。花は小型から中型、ふつう両性、放射相称、3輪性、黄色から白色、花托は杯状から鐘状で短い（図2b, 3a）。花被片は6枚、3枚ずつ2輪、ふつう一部または全体が早落性（図3a）。雄しべはふつう9個、3個ずつ3輪、葯はふつう4室、外側2輪の雄しべは腺体を欠き葯は内向、第3輪の雄しべ基部には1対の腺体があり葯は外向（図2b, 3a）。仮雄しべは雄しべの内側に1輪3個あり、柄があり心形またはやじり形（図2b）。雌しべは1個、花柱は細く、子房と同長、柱頭は頭状、盤状または3裂（図2b）。果実は液果、成熟すると黒紫色を帯び、杯状や鐘形の果托に基部が覆われる（図2b, 3b）。

## 分布
インド、ヒマラヤ、中国、朝鮮半島、日本、台湾、フィリピン、インドシナ半島、マレー半島、インドネシア、ニューギニア島、オーストラリア東部に分布する。

## 人間との関わり
ニッケイ属の植物はしばしば精油を多く含み、樹皮や葉、根皮、果実などが香料、香辛料、生薬などとして利用される（図4）。樹皮における精油の主成分はシンナムアルデヒドであることが多い。ニッケイ属の植物またはその樹皮はシナモンや肉桂とよばれるが、狭義には、シナモンはセイロンニッケイ（Cinnamomum verum）、肉桂はシナニッケイ（Cinnamomum cassia または Cinnamomum aromaticum）を指す。また、インドグス（Cinnamomum burmannii）、Cinnamomum loureiroi、タマラニッケイ（Cinnamomum tamala）も商業的に利用されている。そのほかにも、いくつかの種が小規模に利用されている。日本では、20世紀中頃までニッケイ（Cinnamomum sieboldii）の根皮が利用されていたが、現在ではほとんど利用されていない。また、ニッケイ属の中には、木材用や観賞用として利用されるものもある。
ニッケイ属の樹皮を乾燥させたものはシナモンとよばれ、狭義にはセイロンニッケイのものを指すが、シナニッケイなど他種のものもシナモンとされ、香料や香辛料として菓子や料理、飲料に広く利用されている。セイロンニッケイのものに比べてシナニッケイに由来するものは香りと辛味が強く、甘味が少ないとされる。
シナニッケイなどの樹皮を乾燥させたものは生薬とされ、桂皮（けいひ）ともよばれる。また、細枝を乾燥したものは桂枝ともよばれる。これらは芳香性健胃剤とされ、また漢方では発汗・解熱・鎮痛薬として用いられる。
一方で、ニッケイ属植物は、肝毒性や発癌性を示すクマリンを含み、特にシナニッケイでは多いとされる。
ニッケイ属植物の利用の歴史は古く、古代エジプトにおいてミイラの保存にセイロンニッケイやシナニッケイが使われていたとされる。またヨーロッパや中国では、紀元前からニッケイ属植物の薬用利用についての記述がある。日本では、正倉院に「桂心」の名で収納されている。江戸時代には南西諸島原産のニッケイが本土南部で栽培されるようになり、その根皮が生薬や香料（八ツ橋、肉桂餅、ニッキ餅、ニッキ水など）に使われていたが、第二次世界大戦後はほとんど生産されていない。

## 分類
| 属/節              | Cinnamomum                | Camphora                        |
| ------------------ | ------------------------- | ------------------------------- |
| 葉序               | ほぼ対生                  | 互生                            |
| 葉脈               | 基本的に掌状脈 ダニ室なし | 基本的に羽状脈 ダニ室あり       |
| 葉の向軸側表皮細胞 | 不規則 細胞壁は湾曲・網状 | ほぼ同形 細胞壁はまっすぐ・平滑 |

ニッケイ属は大きな属であり、かつては新世界に分布するものを含めて350種ほどが分類されていた。しかし系統分類学的な研究に基づき、新世界に分布するものは Aiouea 属に分けられた。この時点でニッケイ属に残された種（アジアからオーストラリアに分布）は、形態的な特徴から2つの節（Cinnamomum sect. Cinnamomum、Cinnamomum sect. Camphora）に分類されることが多かった（表1）。その後、分子系統学的研究から、この2節が近縁ではないことが示され、Camphora節の種（クスノキなど約20種）は別属 Camphora に分類することが提唱されている。その結果、2024年時点でニッケイ属（Cinnamomum）には230種ほどが残されている。経済的に利用される種や和名をもつ種を以下の表2に示す。
表2. ニッケイ属のおもな種
- ニッケイ属 Cinnamomum Schaeff. (1760), nom. cons.[3]
  - カナンニッケイ[20] Cinnamomum austrosinense Hung T.Chang (1959)[21]
樹皮や葉、果実は薬用や香料に利用される[9]。中国南部に分布[21]。
  - ベトナムニッケイ[9] Cinnamomum bejolghota (Buch.-Ham.) Sweet (1826)[22]
樹皮は「ベトナム桂皮」の名で桂皮の代用とされる[9]。中国では「鈍葉樟（ドンヨウショウ）」とよばれ、薬用とされる[9]。ヒマラヤから中国南部、インドシナ半島に分布[22]。
  - インドグス[23] Cinnamomum burmannii (Nees & T.Nees) Blume (1826)[24]
インドネシアンシナモン、ジャワケイともよばれる[9]。シナモンとして欧米にも輸出される[9]。中国では樹皮は「桂皮」や「陰香皮（インコウヒ）」、葉は「陰香葉（インコウヨウ）」、根は「陰香根（インコウコン）」とよばれ、薬用にされる[9]。バングラデシュから中国南部、ベトナム、フィリピン、インドネシアに分布する[24]。
  - シナニッケイ（カシアニッケイ、トンキンニッケイ） Cinnamomum cassia (L.) D.Don (1825)[9][25]
樹皮は肉桂、桂皮、カシア、カッシア、さらにシナモンなどとよばれ、薬用や香辛料原料として広く利用されている[9]。中国東南部からベトナム原産であるが、インドから東南アジア、台湾、中米などでも栽培されている[26]。分類学的には、Cinnamomum aromaticum Nees (1831) の学名を充てることが多い[26][27]。
  - Cinnamomum chekiangense Nakai (1939)[28]
中国では「天竺桂（テンジクケイ）」とよばれ、薬用に利用される[9]。中国東南部、台湾、朝鮮半島に分布する。ヤブニッケイを本種に含めることもある[28]。
  - マルバニッケイ[29] Cinnamomum daphnoides Siebold & Zucc. (1846)[30]
九州から南西諸島に分布する[8]。ヒロハヤブニッケイ（Cinnamomum x durifruticeticola）は本種とヤブニッケイの雑種である[8]。
  - シバニッケイ[31] Cinnamomum doederleinii Engl. (1884)[32]
南西諸島およびベトナムに分布する[8][32]。シバヤブニッケイ（Cinnamomum x takushii）は本種とヤブニッケイの雑種である[8]。
  - Cinnamomum dubium Nees (1831)[33]
木材としても利用される[9]。セイロン島、ミャンマーに分布する[33]。
  - Cinnamomum heyneanum Nees (1831)[34]
中国では「狭葉陰香」とよばれ、根と葉を「順江木（ジュンコウボク）」としてリウマチや打撲、骨折に用いる[9]。インドから中国南部、ベトナムに分布する[34]。
  - タイワンヤブニッケイ[35] Cinnamomum insularimontanum Hayata (1913)[36]
タイワンニッケイ、ミヤマクスノキ、ホソバクスノキともよばれる[35][9]。台湾固有種であるが、日本、中国、韓国でも植栽されている[9]。
  - ジャワニッケイ[37] Cinnamomum javanicum Blume (1826)[38]
建材や民間薬に用いられる[9]。マレー半島、ジャワ島、スマトラ島、ボルネオ島に分布する[38]。
  - コウトウニッケイ[39] Cinnamomum kotoense Kaneh. & Sasaki (1826)[40]
台湾特産[40]。
  - タイナンニッケイ[41] Cinnamomum macrostemon Hayata (1913)[42]
インドグスやシナニッケイと同種ともされる[42]。
  - Cinnamomum loureiroi Nees (1836)[43]
サイゴンシナモン、ベトナムシナモン、ベトナムカッシアともよばれる[9]。1980年代以前には、日本のニッケイにこの学名が充てられることが多かった[9]。ベトナムに分布する[43]。
  - ニッケイモドキ[44] Cinnamomum osmophloeum Kaneh. (1917)[45]
薬用とされ、また五加皮酒の原料や桂皮茶にも用いられる[9][46]。台湾特産[45]。
  - ガジスグス[9] Cinnamomum parthenoxylon (Jack) Nees (1831)[47]
樹皮が香辛料、茎葉から精油抽出、種子油が石鹸原料に用いられ、また材は建材とされる[9]。中国では「黄樟（オウショウ）」とよばれ、根や茎を「香樟（コウショウ）」、葉を「香樟葉（コウショウヨウ）」、果実を「香樟果（コウショウカ）」とよんで生薬とする[9]。ネパールから中国南部、東南アジアに分布する[47]。
  - オガサワラヤブニッケイ[48] Cinnamomum pseudopedunculatum Hayata (1913)[49]
別名はコヤブニッケイ[8]。オチャノキともよばれ、かつては葉を茶外茶にした[9]。小笠原諸島に分布する[8]。
  - ハマグス[50] Cinnamomum reticulatum Hayata (1911)[51]
台湾に分布する[51]。
  - コバノクスノキ[52] Cinnamomum rigidissimum H.T.Chang (1959)[53]
台湾、中国南部、ベトナムに分布する[53]。
  - ニッケイ[54] Cinnamomum sieboldii Meisn. (1864)[55]
Cinnamomum loureiroi や Cinnamomum okinawense の学名が充てられたこともある[7][56]。日本産の肉桂（ニッケイ、ニッキ）は本種の根皮であり、江戸時代後期以降に和歌山県、高知県、熊本県、鹿児島県などで栽培され、薬用や菓子の香りづけとして利用されていたが、現在ではほとんど生産されていない[9]。徳之島と沖縄本島、久米島に自生し、沖縄では葉を薬用酒や健康茶、香辛料として利用した[9][8][57]。
  - ナガミグス[58] Cinnamomum subavenium Miq. (1858)[59]
ランダイニッケイともよばれる[9]。葉が香辛料とされ、また材は Medang の名で利用される[9]。メラニン生成酵素（チロシナーゼ）生成阻害物質が確認され、美白作用が期待されている[9]。中国では「細葉香桂（サイヨウコウケイ）」とよばれ、樹皮は「桂皮」として薬用にされる[9]。バングラデシュから中国南部、台湾、東南アジアに分布する[59]。
  - タマラニッケイ[60] Cinnamomum tamala (Buch.-Ham.) T.Nees & C.H.Eberm. (1831)[61]
南アジアでは乾燥葉を香辛料として料理や飲料に用い、ブータンのツェリンマ茶の主原料となる[9]。樹皮はシナモンの代用にもされる[9]。中国では「柴樟（サイショウ）」とよばれ、樹皮や葉を「三条筋（サンジョウキン）」として薬用に利用する[9]。ヒマラヤから中国南部、インドシナ半島に分布する[61]。
  - セイロンニッケイ[62] Cinnamomum verum (Buch.-Ham.) T.Nees & J.Presl. (1823)[5]
狭義のシナモンは本種の樹皮に由来する[9]。薬用ともされ、また樹皮などから精油が抽出される[9]。セイロン島原産であるが、南米、アフリカ、南アジアから東南アジアの熱帯域で広く栽培されている[5]。
  - ヤブニッケイ[63] Cinnamomum yabunikkei H.Ohba (2006)[64]
Cinnamomum japonicum の学名が充てられたことがある[7]。Cinnamomum chekiangense に含められることもある[64]。日本（本州から南西諸島）、韓国南部諸島、台湾に分布する[8]。
  - Cinnamomum wilsonii Gamble (1914)[65]
茎葉と果実は香辛料に利用される。樹皮や葉、果実から抽出された精油は石鹸などの香料にされる[9]。中国では「川桂（センケイ）」とよばれ、樹皮は「桂皮」として薬用にされる[9]。中国に分布する[65]。